# كيس نايلون

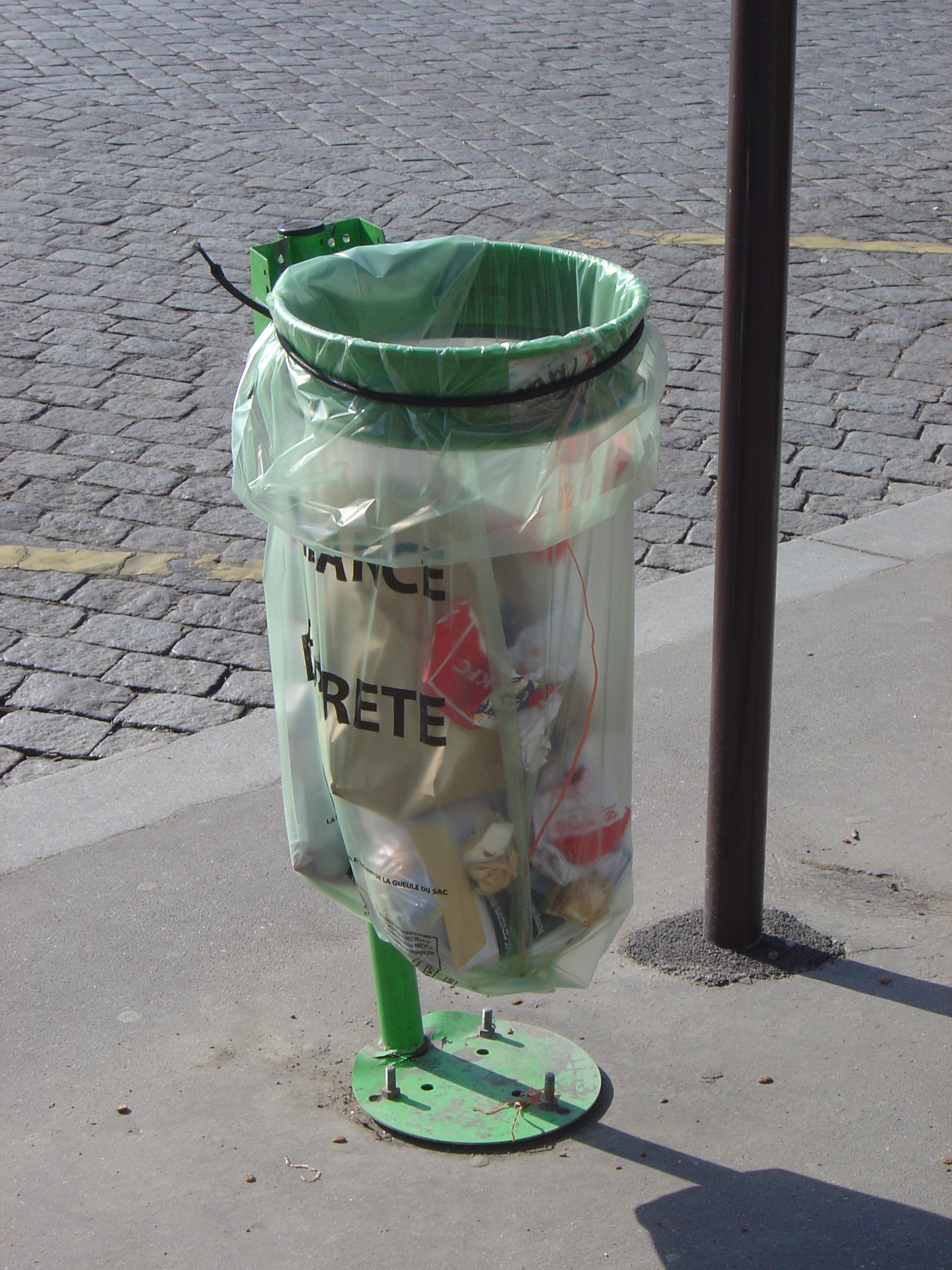
أكياس النايلون لنقل القمامة

الكيس النايلون وعاء مصنوع من مادة النايلون البلاسيتكية تستخدم لأحتواء وتغليف وحفظ المواد المختلفة، حيث تصنع منها الأكياس وبمختلف الأحجام .
تشكل هذه الأكياس بمختلف الألوان والأحجام وتكتب عليها الدعايات الرسومات الجميلة والملفتة للنظر.
على الرغم من توفر هذه الأكياس، وانخفاض تكلفتها (حيث تُقدم أكياس التسوق البلاستيكية في الأغلب مجاناً في المراكز التجارية)، إلا أنها خطرة جدا على الأطفال عند العبث بها وأدخال رؤسهم فيها مما قد يتسبب في أختناقهم، لذا يطبع عليها جمل تحذيرية للأهل بعدم تركها بين أيدي الأطفال، ويوضع في بعضها ثقوب تسمح بدخول الهواء فيها.
كذلك قد تكون الأكياس مرتع جيد لنمو البكتيريا والميكروبات والجراثيم عند حفظ الأطعمة والأغذية فيها قبل التأكد من نظافتها.
كما تستخدم أكياس النايلون لوضعها داخل صناديق القمامة لتوضع القمامة داخلها مما يسهل في جمعها ونقلها بعد غلق فوهتها.
يمكن اعتبار أكياس النايلون المنافس للأكياس الورقية لقوتها وصمودها إلا أنها شديدة الضرر على البيئة لعدم تحللها بسرعة وصمودها لفترة طويلة (ما بين 400 إلى 1000 سنة)، وقد تؤدي إلى اختناق الكائنات البحرية والطيور والحيوانات كالماعز والأبقار إن تناولتها.

## تأثير كيس النايلون علي البيئة

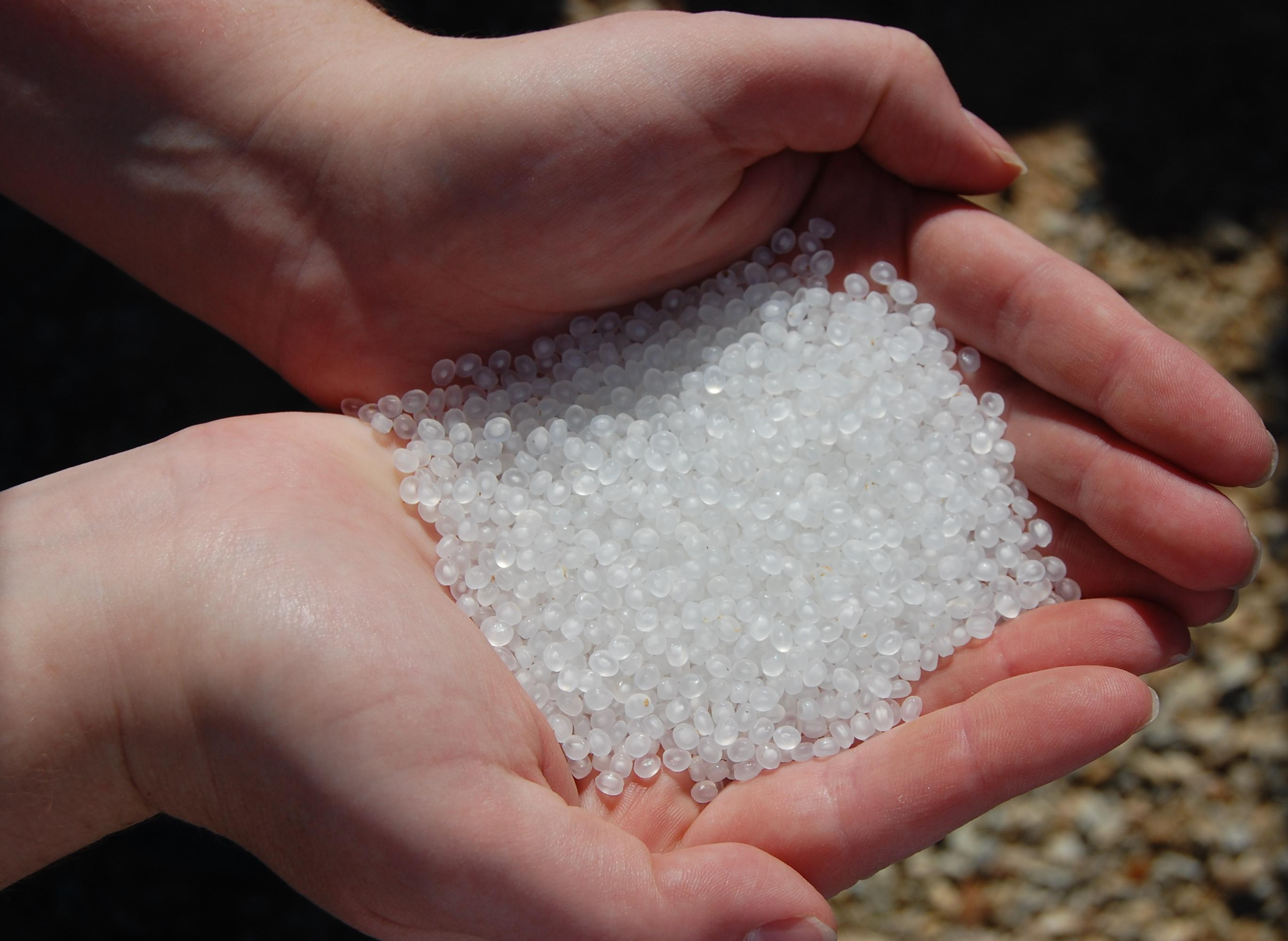
حفنة من الحبيبات البلاستيكية، منسكبة من قطار في مدينة باينفيل في لويزيانا، الولايات المتحدة الأمريكية

تعتبر الحبيبات البلاستيكة المكون الرئيسي لكيس النايلون عنصرا رئيسيا من القمامة البحرية، فهي تستخدم كمادة خام في صناعة البلاستيك وشكلها يشبه بيض السمك. أكياس التسوق البلاستيكية قد تسد الجهاز الهضمي عند تناولها. وتسبب الجوع من خلال تقييد حركة الغذاء في الأمعاء، أو عن طريق ملء المعدة أو قد يعتقد الحيوان أنه قد شبع.
دراسة أجريت في عام 1994 في قاع البحار باستخدام شباك الجر في شمال غرب البحر الأبيض المتوسط على سواحل إسبانيا وفرنسا وإيطاليا أظهرت ارتفاع متوسط كثافة النفايات إلى 1935 مادة لكل كيلومتر مربع. وكانت نسبة المخلفات البلاستيكية 77 ٪، منها 93 ٪ أكياس التسوق البلاستيكية.

### الأثر البيئي

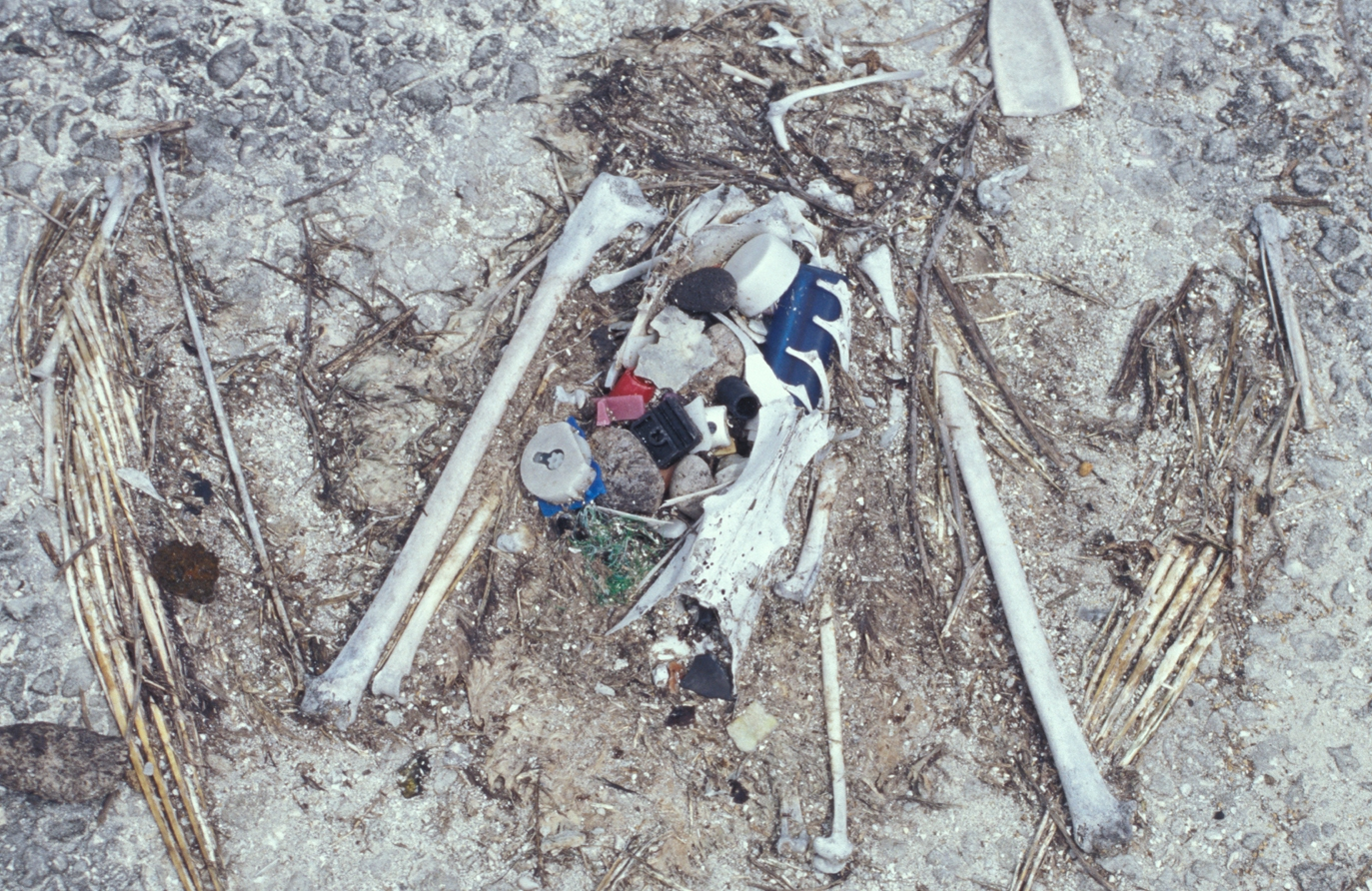
بقايا طير القطرس ابتلع قمامة بحرية.

العديد من الحيوانات التي تعيش في -أو قرب- البحر تبتلع القمامة البحرية عن طريق الخطأ، لأنها بالنسبة لها تشبه طريدة، ومن الصعب أن يمر البلاستيك بسهولة في الجهاز الهضمي لهذه الأحياء فتمنع مرور الطعام وتسبب الموت جوعا أو مرضًا. الجسيمات الصغيرة العائمة تشبه أيضا الزوبلانكتون، مما يمكن أن يؤدي إلى دخول هذه الجسيمات في السلسلة الغذائية.
في عينات مأخوذة من مركز الحركة الدائرية من شمال المحيط الهادئ في عام 1999 من قبل مؤسسة الغاليتا للبحوث البحرية، أفادت بأن حجم البلاستيك تجاوز الزوبلانكتون بمقدار ستة عاملي.
الإضافات السامة المستخدمة في صنع المواد البلاستيكية يمكن ترتشح إلى المناطق المحيطة بها عند تعرضها للمياه بالتالي إلى مياه الشرب. بعض الاضافات المستخدمة في صناعة البلاستيك تعطل نظام الغدد الصم ويمكن ان توقف نظام المناعة أو تخفض معدلات الإنجاب.
المخلفات البحرية مثل الحديد و الاسمنت تضر البيئة بشكل بسيط لأنها عادة غير متحركة، ويمكن حتى أن تستخدم لإنشاء الشعاب المرجانية الاصطناعية، وتؤدي إلى زيادة التنوع الحيوي للمنطقة الساحلية. والعديد من السفن أُغرقت في المياه الساحلية لهذا الغرض.
بعض الكائنات الحية تكيفت للعيش على النفايات البلاستيكية المتحركة على المياه، مما أدّى إلى تشتت الكائنات الحية في جميع أنحاء العالم وأدى إلى توسع النظم الإيكولوجية المتحركة.
اقترح بويان سلات طريقة أخرى لجمع القمامة الاصطناعية في The Ocean Cleanup (أي نظافة المحيط).